# Technologiemanagement
Technologiemanagement umfasst die Planung, Durchführung und Kontrolle der Entwicklung und Anwendung von (neuen) Technologien zur Schaffung erfolgswirksamer Wettbewerbsvorteile.

## Begriffe

### Technologiemanagement – Innovationsmanagement – FuE-Management

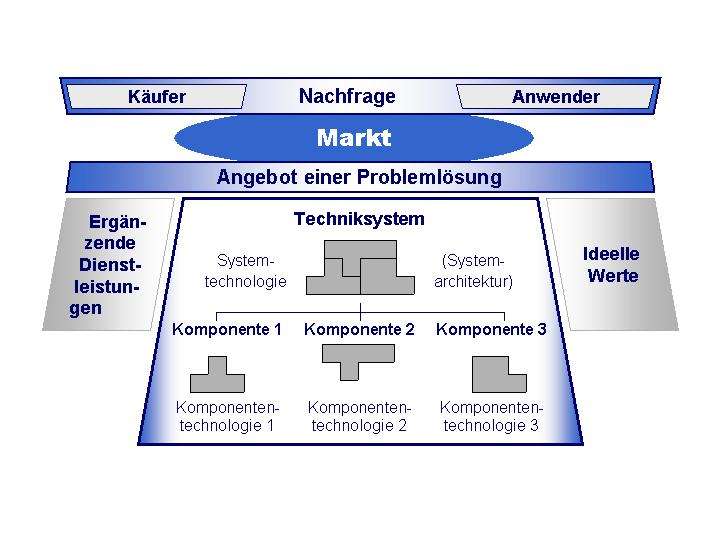
Struktur technischer Systeme

Die Begriffe Technologiemanagement, Innovationsmanagement und Forschungs- und Entwicklungsmanagement (FuE-Management) werden in der einschlägigen Literatur begrifflich unscharf verwendet. Häufig wird die Planung und Entwicklung neuer Technologien als eine eher anwendungs- bzw. marktferne Phase im gesamten Innovationsprozess gesehen. Innovationsmanagement reicht dagegen von der Gestaltung neuer Arbeitsprozesse bis zur Markteinführung serienreifer neuer Produkte oder den Einsatz neuer Produktionsverfahren. Forschung und Entwicklung schafft die Wissensbasis für die Markteinführung. FuE-Management kann somit auch als Bindeglied zwischen Technologie- und Innovationsmanagement gesehen werden.
Technologiemanagement schließt auch die externe Beschaffung von technologischem Know-how ein, z. B. durch den Kauf von Patenten, die Nutzung von Lizenzen und die Integration geeigneter Lieferanten. Innovations- und FuE-Management sind dagegen vorrangig auf unternehmensinterne Prozesse gerichtet. Gleichzeitig können aus der FuE Ergebnisse hervorgehen, die zwar für das eigene Unternehmen nicht sinnvoll anzuwenden sind, sich jedoch über Lizenzvergabe oder Patentverkauf verwerten lassen. In diesem Verständnis ist das Technologiemanagements die Erweiterung des FuE-Managements um die externe Technologieakquisition und die externe Technologieverwertung.

### Technologien als Objekte des Technologiemanagements
Technologien können allgemein als die Lösungsprinzipien verstanden werden, die Produkten oder Verfahren zugrunde liegen. Entsprechend wird häufig zwischen Produkt- und Prozesstechnologien unterschieden. Eine Technologie realisiert in einem technischen System eine Funktion (oder mehrere Funktionen) bzw. eine Teilfunktion (mehrere Teilfunktionen). Siehe dazu die Abbildung „Struktur technischer Systeme“. Die Technologie eines Otto-Verbrennungsmotors ermöglicht in Fahrzeugen die Bereitstellung von Vortrieb. Dieser kann genutzt werden, um das Fahrzeug anzutreiben und zu bewegen. „A technology in this sense is a form of solution to a customer’s problem.“ Als Antriebstechnologien sind aber funktional auch Diesel-Verbrennungsmotoren, Hybridantriebe, Brennstoffzellenantriebe und andere Technologien geeignet. Für Unternehmen, die Kfz und Motoren entwickeln und produzieren, ist somit eine zentrale Aufgabe im Rahmen ihres Technologiemanagements die rechtzeitige Auswahl und Förderung solcher Technologien, die ihnen im zukünftigen Wettbewerb einen Leistungs- und/oder Stückkostenvorteil für ihre Produkte verschaffen können.
Komplexe Produkte und Anlagen bestehen aus zahlreichen Komponenten. Den Komponenten liegt dabei eine Komponententechnologie zugrunde. Das übergeordnete Systemprinzip, nach dem ein technisches System aufgebaut ist, wird als Systemtechnologie oder -architektur bezeichnet. Die Einordnung als übergeordnete System- oder untergeordnete Komponententechnologie hängt von der unternehmensspezifischen Position in der Wertschöpfungskette ab. Die Technologie eines Drehstromgenerators im Kfz ist aus Sicht des Generator/Lichtmaschinenherstellers wie Bosch oder Magneti Marelli eine Systemtechnologie. Dagegen sieht ein Kfz-Hersteller wie Volkswagen oder BMW die Lichtmaschine eher als Komponente des übergeordneten Systems „Elektrisches Bordnetz“.
Technische Systeme und die darin inkorporierten Technologien bilden den zentralen Baustein erfolgreich vermarktbarer Produkte. Neben der Technik kann ergänzenden Dienstleistungen (z. B. Service) und ideellen Zusatzfaktoren (z. B. Markenimage) Bedeutung für den Markterfolg eines Produktes zukommen. Diese Aspekte werden aber in der Regel nicht als Themen des Technologiemanagements gesehen, sondern als Gegenstände des strategischen Marketings.

## Aufgabenfelder des strategischen Technologiemanagements

### Technologiefrüherkennung
Ziel der Technologiefrüherkennung ist das Erkennen von relevanten (neuen) Technologien und technologischen Entwicklungen, die für das eigene Unternehmen Chancen oder Risiken darstellen können. Bei der strategischen Technologiefrüherkennung steht nicht eine „statische Trendextrapolation“ im Vordergrund, vielmehr geht es um das frühzeitige Erkennen technologischer Trendbrüche. Häufig nehmen radikale technologische Veränderungen ihren Ausgang außerhalb bekannter Branchenstrukturen und sind somit schwer als relevante Trends zu erkennen.
- Beispiel: Für Zumtobel, Anbieter von Leuchten und Leuchtsystemen, war die Beobachtung eines Mitarbeiters maßgeblich, der 1994 eine Meldung als relevant erkannte, dass blaue Leuchtdioden (LEDs) mit starken Lichtstärken verfügbar seien. Inzwischen zeichnet sich der Technologiewechsel von Glühlampen zu LEDs deutlich ab.[13]

### Technologiebewertung
Die Technologiebewertung dient der Einschätzung der heutigen und vor allem der zukünftigen marktlichen Attraktivität von alternativen Technologien bzw. technologischen Kompetenzen. Maßgeblichen Einfluss auf die sogenannte Technologieattraktivität haben (1) Einflussfaktoren aus den übergeordneten Umfeldern des Unternehmens (z. B. natürliche, sozio-kulturelle, politisch-rechtliche, makroökonomische Einflüsse), (2) Kunden mit spezifischen Kundenanforderungen sowie (3) das funktionale und kostenmäßige Potential (Weiterentwicklungspotential) von Technologien.
Hilfreiche Methoden für den Einsatz im Rahmen der Technologiebewertung sind unter anderem: die Technologie-Portfolio-Analyse, die Umfeldanalyse und die Szenarioanalyse.
- Beispiel:[15] Anfang der 2000er Jahre stellte sich für Volkswagen die Aufgabe, die Common-Rail- und Pumpe-Düse-Technologie als konkurrierende Alternativen für Einspritzsysteme in Kfz-Dieselmotoren zu bewerten. Ein maßgeblicher politisch-rechtlicher Einflussfaktor war die absehbare Verschärfung der EU-Abgasgesetzgebung. Bei den Grenzwerten der Euro 5-Norm stößt die Pumpe-Düse-Technologie an ihre Grenzen. Eine Weiterentwicklung wäre sehr teuer geworden, die Stückkosten von Pumpe-Düse- hätten über denen von Common-Rail-Systemen gelegen. Langfristig ist die Technologieattraktivität der Common-Rail-Technologie höher einzuschätzen als die der Pumpe-Düse-Technologie. Volkswagen kündigte Anfang 2006 an, aus der Entwicklung der Pumpe-Düse-Technologie auszusteigen.

### Formulierung von Technologiestrategien
Der strategische Planungsprozess für (neue) Technologien wird mit der Formulierung von Technologiestrategien abgeschlossen. Technologiestrategien betreffen mehrere Entscheidungen:
(1) Investitions- und Desinvestitionsentscheidungen
Ausgangspunkt bei der Formulierung von Technologiestrategien ist die Auswahl von Technologien, in deren Forschung und Entwicklung (weiter) investiert werden soll. Technologien, die sich einerseits noch in einem frühen Entwicklungsstadium befinden, denen andererseits aber eine entscheidende Bedeutung im zukünftigen Wettbewerb zugeschrieben wird, werden als Schrittmachertechnologien bezeichnet. Auf diese sind die verfügbaren Forschungs- und Entwicklungskosten zu konzentrieren. Neben Investitionsentscheidungen sind Nicht- und Desinvestitionsentscheidungen zu treffen, um sicherzustellen, dass verfügbare Unternehmensressourcen nicht verschwendet werden.
- Beispiel Investitionsentscheidung: Pfeiffer u. a. zeigen die Notwendigkeit einer frühzeitigen Investition in neue Technologien am Beispiel der Hersteller von mechanischen Schließsystemen. Diese standen angesichts der Fortschritte in der Mikroelektronik ab spätestens Mitte der 1980er Jahre vor der Entscheidung, in die Entwicklung elektronischer und biometrischer Zugangskontrollsysteme zu investieren oder sich langfristig aus zahlreichen Anwendungsfeldern mechanischer Schließsysteme zurückzuziehen. In elektronische Schließsysteme investierte z. B. Kaba, Siemens führte Mitte der 1990er Jahre ein Autoschließsystem auf Basis einer Chipkarte ein.[19]
- Beispiel Desinvestitionsentscheidung: Im November 1984 beschloss das Intel-Management, nicht in die Entwicklung des 1-Megabit-Speicherchips zu investieren und damit aus dem Speicherchip- (DRAM)-Markt auszusteigen.[20]

(2) Festlegung von zeitorientierten Wettbewerbsstrategien und Technologie-Roadmaps
Im Wettbewerb technologieorientierter Unternehmen kommt der Zeitfolge bei der Einführung von neuen Produkten bzw. von Produkten auf der Basis neuer Technologien große Bedeutung zu. Gegensätzliche zeitorientierte Wettbewerbsstrategien sind die Pionierstrategie einerseits und die Folgerstrategie andererseits. Technologieorientierte Unternehmen konzipieren für die strategische Steuerung zukünftiger Entwicklungs- und Marketingaktivitäten häufig Technologie-Roadmaps mit langfristig geplanten Entwicklungsetappen (Meilensteinen) für neue Technologien und aufeinanderfolgende Technologiegenerationen.
- Beispiel: Bei der Einführung von brennstoffzellenangetriebenen Pkw verfolgen Daimler und Toyota laut Schneider, Schade und Grupp eine Pionierstrategie.[23] Volkswagen sowie die französischen Autohersteller Renault und Peugeot/Citroën sind dagegen in der Position früher Folger, Fiat und andere Produzenten setzen auf eine Strategie als späte Folger.

(3) Technologische Make-or-Buy-Entscheidungen
Aufbauend auf grundlegenden Investitionsentscheidungen stellt sich die Frage nach der technologischen Leistungstiefe. Neben der vollständigen Eigenentwicklung sind unterschiedlich intensive Kooperationsformen bei der Technologieentwicklung möglich. Für die Zusammenarbeit mit anderen Unternehmen, eventuell sogar mit Konkurrenten (Coopetition), sprechen die Vorteile geringerer eigener Entwicklungskosten und der Zugang zu wertvollem Know-how der Partnerunternehmen. Dem stehen unter anderem Nachteile wie möglicher Know-how-Abfluss und stärkere Abhängigkeit von Partnern gegenüber.
- Beispiel kooperativer Technologieentwicklung: Aufgrund der enormen Aufwendungen für die Entwicklung neuer Generationen mikroelektronischer Bauelemente ist in der Halbleiterindustrie die gemeinsame Entwicklung von Technologien weit verbreitet. Ein konkretes Beispiel ist die gemeinsame Vorbereitung der Halbleitergeschäftsbereiche von Siemens (später Infineon) und Motorola (später Freescale) auf den Wechsel von 200-mm- auf 300-mm-Siliziumwafer.[25]
- Beispiele eigener Technologieentwicklung: Simon beschreibt in seiner Untersuchung zu unbekannten Weltmarktführern (Hidden Champions) die hohe oder sehr hohe FuE-Tiefe als typisches Merkmal dieser Unternehmen (z. B. Kamerastativhersteller Sachtler und Etikettiermaschinenhersteller Krones).[26]

(4) Festlegung von Patentstrategien
Im Zusammenhang mit der Patentierung neuer Technologien stellen sich die Fragen, ob eine Patentierung angestrebt werden soll (oder nicht), für welche Regionen eine Patentierung angestrebt werden soll und in welcher Dichte gegebenenfalls ein „Netz von Patenten“ über ein technologisches Gebiet gelegt werden soll. Für eine Patentierung sprechen der mögliche (teilweise) Ausschluss von Wettbewerbern von der Nutzung patentierter Verfahren bzw. Konstruktionsprinzipien, die Möglichkeit zur Erzielung von Lizenzeinnahmen, aber auch eine positive externe Reputationswirkung. Dem stehen die Kosten der Patentanmeldung gegenüber. Ein Verzicht auf die Anmeldung von Patenten kann z. B. sinnvoll sein, wenn sich Patente leicht umgehen lassen oder wenn mit einer hohen Zahl Patentverletzer zu rechnen ist, denen nur mit hohem Aufwand begegnet werden könnte.
- Beispiele: Gassmann und Bader nennen eine Reihe von „Successful Practice“-Unternehmen im Bereich Patentmanagement, z. B. Leica Geosystems, Henkel und Eastman Kodak.[28] Unternehmen des deutschen Maschinen- und Anlagenbaus verzichten zunehmend auf Patentschutz für innovative Technologie, um es – insbesondere chinesischen – Wettbewerbern schwerer zu machen, die deutschen Produkte zu kopieren.[29]